# Leioa
Leioa város Spanyolországban,  Bizkaia tartományban. Leioa Guecho, Erandio, Sestao és Portugalete községekkel határos. Lakosainak száma 32 683 fő (2024).

## Népesség
A település népessége az utóbbi években az alábbiak szerint változott:
| Lakosok száma | 28 046 | 28 806 | 29 217 | 30 079 | 30 626 | 30 685 | 31 197 | 31 795 | 32 172 | 32 683 |
|               | 2001   | 2004   | 2007   | 2009   | 2012   | 2014   | 2017   | 2019   | 2022   | 2024   |